# 3151 Талбот
3151 Талбот (3151 Talbot) је астероид главног астероидног појаса са средњом удаљеношћу од Сунца која износи 2,763 астрономских јединица (АЈ).
Апсолутна магнитуда астероида је 12,1.